# Eupileta hirsuta
Eupileta hirsuta là một loài bướm đêm trong họ Geometridae.